# Jacques Antoine Bonebakker

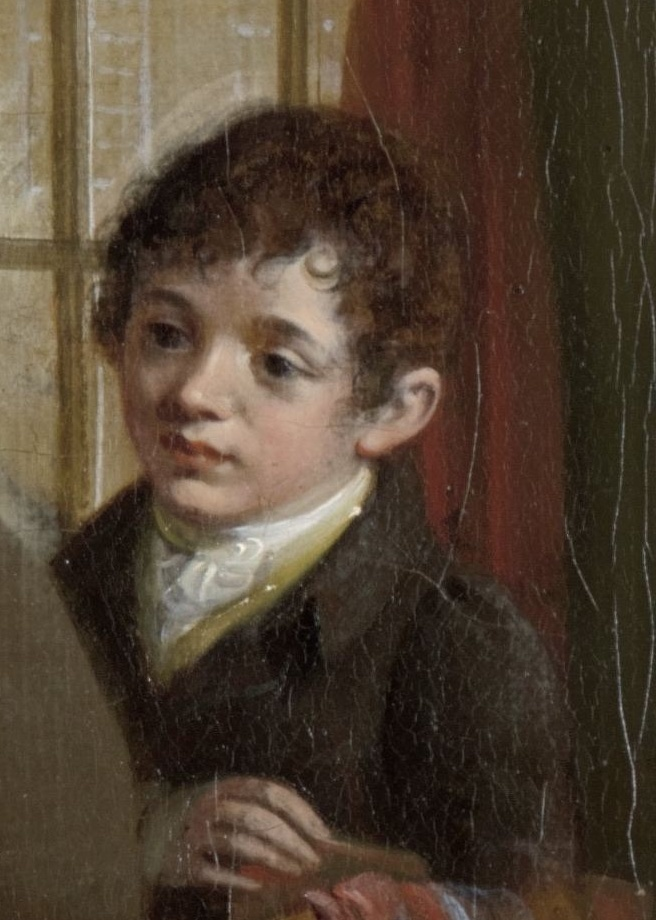
Jacques Antoine Bonebakker (die toen circa 11 jaar was) op een familieportret van de familie van Adrianus Bonebakker. Detail van een schilderij door Adriaan de Lelie in 1809, Rijksmuseum Amsterdam.

Jacques Antoine Bonebakker (Amsterdam, 16 november 1798 – aldaar, 17 maart 1868) was een Nederlandse goud- en zilversmid en juwelier.

## Biografie
Bonebakker was een zoon van Adrianus Bonebakker (1767-1842) en Elisabeth du Pré (1760-1811). Op 23 juni 1825 huwde hij met Wendelina Elisabeth van Manen (1803-1865). Uit dit huwelijk werden drie dochters en twee zonen Willem Christiaan Bonebakker (1827-1906) en Johannes Christiaan Reinier Bonebakker (1829-1883) geboren.

### As Bonebakker & Zoon
Zijn vader nam in 1802 met Diederik Lodewijk Bennewitz als compagnon een bekende Nederlandse goud-, zilver- en juwelierswinkel van die dagen over, de firma gebroeders Peirolet. In de eerste jaren onder de naam gebroeders Peirolet, Bennewitz & Bonebakker en later als Bennewitz & Bonebakker. De firma voerde talloze opdrachten uit, zoals de sleutels van Amsterdam in 1806 om aan te bieden aan koning Lodewijk Napoleon bij zijn intocht in Amsterdam. Nadat de compagnons om zakelijke redenen in 1821 uiteen waren gegaan, startte Bennewitz de firma Bennewitz & Zonen en ging Adrianus met zijn zoon door onder de naam As Bonebakker & Zoon. In 1822 vestigde Bonebakker zich in een pand op de hoek van de Leidsestraat en de Herengracht.
Jacques Antoine Bonebakker werd op 28 januari 1822 als goud- en zilversmid ingeschreven in het Register van de Waarborg, maar heeft het meesterteken waarschijnlijk nooit gebruikt. De voorwerpen van goud, zilver en juwelen werden uitbesteed aan goud- en zilversmeden als Theodorus Gerardus Bentvelt, Jean Anthoine de Haas, R. Helweg, Jacob Hendrik Stellingwerff en Pieter Pieterse.
In 1830 kreeg de firma de opdracht van de Stad Amsterdam tot het maken van een 94-delig zilveren servies voor het huwelijk van prinses Marianne van Oranje-Nassau met prins Albert van Pruisen, dochter van koning Willem I. Het kostte 18.837 gulden. Als dank voor het servies schonk prinses Marianne in 1832 een portret van zichzelf aan de Stad Amsterdam. Naast opdrachten voor het vervaardigen van zilverwerk krijgt As Bonebakker & Zoon ook andere bijzondere opdrachten, zoals de gouden eredegen voor generaal David Hendrik baron Chassé die het bevel had over een Nederlandse divisie tijdens de oorlogen tegen Napoleon, waaronder de Slag bij Waterloo in 1815. De gouden degen werd aan Chassé geschonken door een groep Tielse vrienden. Kort na de Tiendaagse Veldtocht in augustus 1831 werd er nog een gouden sabel besteld, dit keer in opdracht van de Prins van Oranje. In 1840 kreeg het bedrijf de opdracht van koning Willem II voor het maken van de koningskroon. De maker van deze kroon, die nog steeds bij kroningen wordt gebruikt, was Theodorus Gerardus Bentvelt. 
Het hoekhuis van de Leidsestraat en de Herengracht was vijftien jaar zetel van de firma, tot Bonebakker moest omzien naar een ruimer pand. Op 1837 verhuisde As Bonebakker & Zoon naar het achttiende-eeuwse grachtenhuis 'Het Witte Paard' thans Herengracht 376, waar het tot de verhuizing naar Rokin 88-90 in 1954 gevestigd was. Bonebakker besloot in 1854 tot de oprichting van een eigen goud- en zilversmidswerkplaats. Hij kocht het pand Korte Leidsedwarsstraat 51, trok een vakbekwame werkmeester aan en nam meester-zilversmid Pieter Pieterse in dienst, die de leiding kreeg over de werkplaats. De werkstukken die het nieuwe atelier verlieten, droegen het Bonebakker-meesterteken. In dit jaar traden ook Bonebakker zoons Willem Christiaan en Johannes Christiaan Reinier als derde generatie aan in het bedrijf. 
Vierenveertig jaren had Jacques Antoine Bonebakker – mede of alleen – het bedrijf geleid, toen hij in 1868 stierf. Zijn zonen zetten de firma As Bonebakker & Zoon voort. Onder de naam Bonebakker bestaat het bedrijf nog steeds.